# 2024년 9월 레바논 공습
2024년 9월 레바논 공습에 관한 문서이다.
2024년 9월 23일 이후 이스라엘은 코드명 노던애로우즈(Northern Arrows)라는 작전을 통해 레바논의 헤즈볼라 거점을 표적으로 삼아 약 1,500건의 공격을 수행했다. IDF는 이스라엘 항공기가 1,600개의 헤즈볼라 거점을 표적으로 삼아 순항 미사일과 장단기 미사일을 파괴했다고 보고했다. -범위 로켓과 공격 드론. 레바논 보건부에 따르면 이스라엘의 이번 공습으로 어린이 50명, 여성 94명, 의료진 4명을 포함해 최소 569명이 사망하고 최소 1,835명이 부상을 입었다. 이번 공습으로 인해 수만 명의 레바논 민간인도 이재민이 되었다.
이번 공격은 9월 17일과 18일의 휴대용 통신 장치 폭발과 엘리트 레드완 부대 사령관 이브라힘 아킬의 암살 등 헤즈볼라의 가장 심각한 좌절 중 일부로 묘사된 사건에 따른 것이다. 이에 대응하여 이란의 지원을 받는 그룹은 수십 대의 드론과 로켓을 이스라엘로 발사하여 나사렛, 키르야트 시모나 및 이스르엘 골짜기 지역 사회에 피해를 입혔다.
이스라엘은 헤즈볼라에 대한 공격이 강화될 것이라고 경고하면서 레바논 민간인에게 헤즈볼라가 무기를 보관하고 있는 지역에서 대피할 것을 촉구했다. 베냐민 네타냐후 이스라엘 총리는 레바논 국민을 향해 "이스라엘의 전쟁은 너희와 함께 하는 것이 아니라 헤즈볼라와 함께 하는 것"이라며 민간인을 인간 방패로 이용하는 단체를 비난했다. 그는 남부 레바논 주민들에게 작전이 끝날 때까지 대피할 것을 촉구하며 작전이 끝난 뒤 안전하게 돌아올 수 있다고 약속했다.

## 같이 보기
- 이스라엘의 서안 지구 점령
- 1982년 레바논 전쟁